# امانوئل سویدنبرگ
امانوئل سویدنبرگ (به سوئدی: Emanuel Swedenborg) (زاده ۲۹ ژانویه ۱۶۸۸ – درگذشته ۲۹ مارس ۱۷۷۲)، روحانی، مبتکر مسیحی و فیلسوف و دانشمند الهیات سوئدی بود که با برخورداری از ضریب هوشی ۲۰۵ دست نوشته حجیمی از کلام الهی از وی به یادگار مانده‌است.
سویدنبرگ متولد استکهلم تا پنجاه و چهار سالگی ریاضی‌دان و مهندسی نام بردار بود. آن گاه اعلام داشت که دنیای واقعی را در رویاهائی چند مشاهده کرده‌است. اما سویدنبرگ انسان خیالبافی نبود. مردان بزرگی چون گوته، بالزاک و امرسون به امکان واقعی بودن رویاهای عارفانه او اذعان داشتند
اندکی پس از مرگ او، هوادارانش بلافاصله جمعیت پیرو فلسفه سویدنبرگ را با هدف مطالعه در زمینه افکار وی راه‌اندازی کردند.

## سویدنبرگ در زبان فارسی
در زبان فارسی کتاب «امانوئل سویدنبرگ» نوشتهٔ ارنست بنز به ترجمه دکتر صدرالدین برهانی توسط
انتشارات آموزشی تألیفی ارشدان به شماره شابک ۹۷۸-۶۲۲-۰۸-۴۳۷۳-۳ در قطع وزیری و در ۲۳۴ صفحه در سال ۱۴۰۱ منتشر شده‌است.